# Championnats du monde de slalom de canoë-kayak
Les Championnats du monde de slalom en canoë-kayak sont un événement international en canoë-kayak créé en 1949 et organisé par la Fédération internationale de canoë.
Les championnats du monde ont lieu chaque année dans les années non-Jeux olympiques d'été depuis 2002. De 1949 à 1999, elles avaient lieu au cours des années impaires. Avant novembre 2008, le slalom en canoë était connu sous le nom de slalom en eau vive. 
Les hommes concourent en kayak individuel (K-1), canoë individuel (C-1) ou à deux (C-2) à la fois individuellement et en équipe. Les femmes parcourent en K-1 à la fois individuellement et en équipe. À partir des championnats 2010, les courses en C-1 individuel et par équipe seront ouvertes aux femmes.

## Le slalom en canoë-kayak
Les participants partent un par un sur un parcours chronométré et doivent franchir entre 18 et 25 portes. Ces portes sont représentés par deux piquets suspendus dans des filins et sont  de couleur rouge ou verte. L'objectif est de passer entre les portes sans les toucher. Le sens d'introduction du participant dans ces portes est déterminé par leur couleur: verte, dans le sens du courant, rouge en remontant le courant.

Chaque touche d'une porte par le concurrent ou sa pagaie entraîne une pénalité de 2 points, une porte franchie dans le mauvais sens donne 50 points de pénalité. Toutes ces pénalités sont ajoutées au temps réalisé pour la réalisation du parcours qui est converti en points à raison de 1 point pour 1 seconde chronométrée.

## Éditions
| N° | Année | Ville                   | Pays                 |
| -- | ----- | ----------------------- | -------------------- |
| 1  | 1949  | Genève (1)              | Suisse               |
| 2  | 1951  | Steyr                   | Autriche             |
| 3  | 1953  | Merano (1)              | Italie               |
| 4  | 1955  | Tacen (1)               | Yougoslavie          |
| 5  | 1957  | Augsbourg {1)           | Allemagne de l'Ouest |
| 6  | 1959  | Genève (2)              | Suisse               |
| 7  | 1961  | Hainsberg               | Allemagne de l'Est   |
| 8  | 1963  | Spittal (1)             | Autriche             |
| 9  | 1965  | Spittal (2)             | Autriche             |
| 10 | 1967  | Lipno nad Vltavou       | Tchécoslovaquie      |
| 11 | 1969  | Bourg Saint-Maurice (1) | France               |
| 12 | 1971  | Merano (2)              | Italie               |
| 13 | 1973  | Muotathal               | Suisse               |
| 14 | 1975  | Skopje                  | Yougoslavie          |
| 15 | 1977  | Spittal (3)             | Autriche             |
| 16 | 1979  | Jonquière, Québec       | Canada               |
| 17 | 1981  | Bala, Pays de Galles    | Royaume-Uni          |
| 18 | 1983  | Merano (3)              | Italie               |
| 19 | 1985  | Augsbourg (2)           | Allemagne de l'Ouest |
| 20 | 1987  | Bourg Saint-Maurice (2) | France               |
| 21 | 1989  | Savage River, Maryland  | États-Unis           |
| 22 | 1991  | Tacen (2)               | Yougoslavie          |

| N° | Année | Ville                   | Pays        |
| -- | ----- | ----------------------- | ----------- |
| 23 | 1993  | Mezzana                 | Italie      |
| 24 | 1995  | Nottingham              | Royaume-Uni |
| 25 | 1997  | Três Coroas             | Brésil      |
| 26 | 1999  | La Seu d'Urgell (1)     | Espagne     |
| 27 | 2002  | Bourg Saint-Maurice (3) | France      |
| 28 | 2003  | Augsbourg (3)           | Allemagne   |
| 29 | 2005  | Sydney                  | Australie   |
| 30 | 2006  | Prague                  | Tchéquie    |
| 31 | 2007  | Foz do Iguaçu           | Brésil      |
| 32 | 2009  | La Seu d'Urgell (2)     | Espagne     |
| 33 | 2010  | Tacen (3)               | Slovénie    |
| 34 | 2011  | Bratislava              | Slovaquie   |
| 35 | 2013  | Prague (2)              | Tchéquie    |
| 36 | 2014  | Deep Creek Lake         | États-Unis  |
| 37 | 2015  | Londres (1)             | Royaume-Uni |
| 38 | 2017  | Pau                     | France      |
| 39 | 2018  | Rio de Janeiro          | Brésil      |
| 40 | 2019  | La Seu d'Urgell (3)     | Espagne     |
| 41 | 2021  | Bratislava              | Slovaquie   |
| 42 | 2022  | Augsbourg               | Allemagne   |
| 43 | 2023  | Londres (2)             | Royaume-Uni |

## Tableau des médailles
Mis à jour après l'édition 2023.
| Rang  | Nation                           | Or  | Argent | Bronze | Total |
| ----- | -------------------------------- | --- | ------ | ------ | ----- |
| 1     | France                           | 61  | 61     | 39     | 161   |
| 2     | Allemagne de l'Est (1949-1989)   | 49  | 42     | 30     | 121   |
| 3     | Allemagne (1991-aujourd'hui)     | 35  | 31     | 32     | 98    |
| 4     | Tchéquie (1993-aujourd'hui)      | 35  | 28     | 24     | 87    |
| 5     | Royaume-Uni                      | 35  | 24     | 37     | 96    |
| 6     | Tchécoslovaquie (1949-1991)      | 33  | 45     | 41     | 119   |
| 7     | Allemagne de l'Ouest (1949-1989) | 25  | 26     | 26     | 77    |
| 8     | États-Unis                       | 25  | 23     | 20     | 68    |
| 9     | Slovaquie (1993-aujourd'hui)     | 25  | 23     | 19     | 67    |
| 10    | Autriche                         | 15  | 12     | 14     | 41    |
| 11    | Australie                        | 15  | 7      | 5      | 27    |
| 12    | Slovénie (1991-aujourd'hui)      | 8   | 7      | 16     | 31    |
| 13    | Suisse                           | 7   | 9      | 19     | 35    |
| 14    | Pologne                          | 5   | 13     | 15     | 33    |
| 15    | Italie                           | 4   | 7      | 8      | 19    |
| 16    | Yougoslavie (1949-1991)          | 2   | 5      | 7      | 14    |
| 17    | Espagne                          | 1   | 7      | 8      | 16    |
| 18    | Brésil                           | 1   | 1      | 2      | 4     |
| 19    | Canada                           | 1   | 1      | 0      | 2     |
| 20    | Russie (1991-aujourd'hui)        | 0   | 2      | 4      | 6     |
| 21    | Pays-Bas                         | 0   | 2      | 1      | 3     |
| 22    | Nouvelle-Zélande                 | 0   | 1      | 2      | 3     |
| 23    | Chine                            | 0   | 1      | 0      | 1     |
| 23    | Croatie (1991-aujourd'hui)       | 0   | 1      | 0      | 1     |
| 25    | Andorre                          | 0   | 0      | 1      | 1     |
| 25    | Argentine                        | 0   | 0      | 1      | 1     |
| 25    | Maroc                            | 0   | 0      | 1      | 1     |
| 25    | RCF                              | 0   | 0      | 1      | 1     |
| Total | Total                            | 382 | 379    | 373    | 1 134 |